# Chủng viện Do Thái

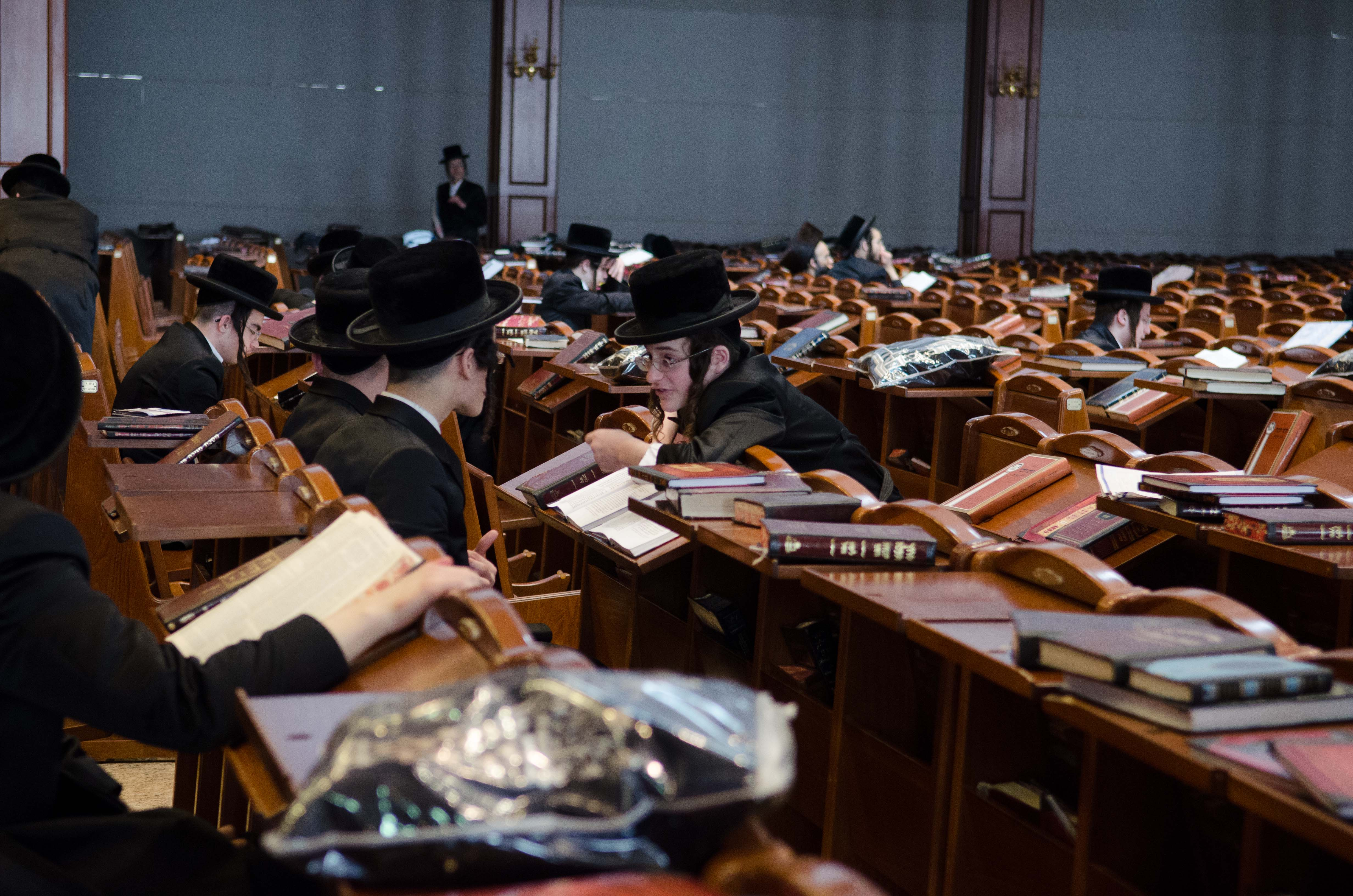
Học sinh người Do Thái đanh tranh luận trong một chủng viện Do Thái

Chủng viện Do Thái (tiếng Anh: Yeshiva) tiếng Hebrew: ישיבה, lit. "sitting"; pl. ישיבות, yeshivot) là một tổ chức giáo dục truyền thống của người Do Thái chủ yếu là nghiên cứu các lãnh vực Do Thái như học kinh Torah và kinh Talmud. Việc học hành xảy ra mỗi ngày qua việc tranh luận, tự học, và các lớp giảng dạy của thầy đạo gọi là shiurim. Học đôi tình bạn còn được gọi là chavrutas (trong tiếng Aramaic nghĩa là tình bạn.). Học đôi tình bạn Chavruta là một trong những phương pháp học tập độc đáo của chủng viện Do Thái.

## Lịch sử
Sách Mishnah nhắc tới nội dung trong kinh Megillah rằng có luật pháp yêu cầu một thị trấn được gọi là một "thành phố" nếu có mười người đàn ông đọc kinh cầu nguyện sinh hoạt cộng đồng. Cũng tương tự như hệ thống tòa án tối cao Do Thái Giáo, yêu cầu các học sinh tham dự toà án với số lượng hơn gấp ba lần số lượng của quan tòa thẩm phán. Trong kinh Talmud cũng nói rằng, các thanh niên phải bỏ ra ít nhất hai tháng trong một năm để học Kinh Thánh. Thời gian học hành trong chủng viện diễn ra vào tháng Elul và tháng Adar của lịch Do Thái Giáo. Trong những tháng đó là những ngày lễ Do Thái Giáo xảy ra bao gồm Lễ Lều Tạm và Lễ vượt qua. Những thời gian còn lại thì họ đi làm việc.

## Chương trình giảng dạy giáo dục và đào tạo
Sự nghiệp con đường học vấn ở Chủng viện Do Thái Chính Thống bao gồm việc học hành Kinh Thánh Do Thái Torah; văn chương triết học Do Thái Giáo, đặc biệt bao gồm kinh Talmud. Nghiên cứu về các đoạn tranh luận thảo luận của các thầy đạo, và hệ thống luân lý đạo đức và hệ thống huyến bí tâm linh trong các văn bản. Tại một số chủng viện, triết học Do Thái Giáo và huyền thuật Do Thái giáo Kabbalah và những tác phẩm của thầy đạo nổi tiếng như Abraham Isaac Kook cũng được giảng dạy và học hỏi.

## Tín chỉ đại học
Một số chủng viện Do Thái cho phép học sinh người Do Thái đi học đại học trên cơ sở hạn chế, và được tạo điều kiện bằng cách sắp xếp cho các khóa học để nhận được điểm tín chỉ trong Phương pháp đào tạo theo hệ thống tín chỉ đại học để lấy bằng cấp.